# 賴尼維爾 (肯塔基州)
賴尼維爾（英語：Rineyville）是位於美國肯塔基州哈丁縣的一個人口普查指定地區。

## 人口
根據2020年美國人口普查的數據，賴尼維爾的面積為11.91平方千米，當中陸地面積為11.82平方千米，而水域面積為0.09平方千米。當地共有人口3039人，而人口密度為每平方千米255.16人。